# クリス・ブイ
クリス・ブイ（Chris Vui、1993年2月11日 - ）は、プレミアシップブリストル・ベアーズに所属するラグビーユニオン選手。

## プロフィール
- ニュージーランド・オークランド出身。
- ポジションはロック(LO)、フランカー(FL)。
- 身長 197cm、体重 118kg
- U20ニュージーランド代表に選ばれたことがある[1]。
- サモア代表キャップは27(2023年8月現在）でワールドカップ2019のサモア代表に選ばれた[2]。

## 略歴
ノース・ハーバー、ブルーズ、ウスター・ウォリアーズを経て、2017年、ブリストル・ベアーズに加入。